# 陈怡霓
陈怡霓（1956年10月—），广东普宁人。女，汉族。

## 生平
1984年7月参加工作，2001年1月加入致公党。暨南大学医学院医疗系毕业，英国伯明翰大学实验医学专业毕业。
2006年11月，任致公党广州市委主任委员。2010年8月，兼任广州市卫生局副局长。2012年1月，任广州市政协副主席、致公党市委主任委员、市卫生局副局长。2013年4月，任广州市政协副主席，致公党市委主任委员，广州市卫生局局长。2015年1月，任广州市政协副主席，致公党市委主任委员，广州市卫生和计划生育委员会主任。
2008年，当选第十一届全国人民代表大会广东地区代表。2018年1月，当选第十三届全国政协委员。